# Batalla de Maxen
La batalla de Maxen tuvo lugar el 21 de noviembre de 1759 en la localidad de Maxen en Sajonia, actualmente en Alemania, durante la Guerra de los Siete Años. El ejército prusiano fue totalmente destruido por el ejército austriaco.
El numeroso ejército prusiano, de unos 14 000 hombres bajo el mando del general Friedrich August von Finck, uno de los generales de Federico II, el más capaz, fue enviado a la retaguardia de las tropas austriacas para cortar las líneas de comunicación con Bohemia. Pero Leopold Joseph von Daun se benefició del aislamiento de Finck y lo rodeó totalmente con fuerzas mucho más numerosas.
El 20 de noviembre se lanzó el ataque austríaco lo que obligó a Finck a retirarse hacia Maxen y rendirse el 21 de noviembre con todo su ejército. Finck fue obligado a incluir en su rendición a su cuerpo de caballería que se había escapado del cerco.
En 1763, después de la guerra, Federico II llevó a Finck y a otros ocho generales más ante un tribunal militar. Finck y sus subordinados fueron condenados por su capitulación en Maxen con la excepción de uno de ellos, Johann Jakob von Wunsch que intentó escapar de los austriacos. Fue absuelto y se le dio el mando del regimiento de Finck.